# 미타니 타쿠미
미타니 타쿠미(일본어: 三谷 たくみ 미타니 다쿠미[*], 1986년 5월 8일 ~ )는 일본의 여자 가수이다. 가나가와현 가마쿠라시 출신. 엄마와 함께의 20대째의 노래의 누나(うたのおねえさん)이다.